# 2099 Öpik
2099 Öpik  eller 1977 VB är en asteroid i huvudbältet som korsar Mars omloppsbana. Den upptäcktes 8 november 1977 av den amerikanske astronomen Eleanor F. Helin vid Palomarobservatoriet. Den är uppkallad efter den estniske astronomen Ernst Öpik.